# Cristian Ceballos
Cristian Ceballos, né le 3 décembre 1992 à Santander en Espagne, est un footballeur espagnol. Il évolue actuellement à Sabah FC au poste d'ailier gauche.

## Biographie
Il devient connu à la suite d'une vidéo de lui petit, avec des joueurs du FC Barcelone le montrant très à l’aise avec un ballon. Il connut par la suite une carrière compliquée et surtout pas à la hauteur des attentes à cause de blessures.
Le 14 juillet 2019, il s'engage en faveur de l'Al-Wakrah SC.